# تونی اوسنیک
تونی اوسنیک (انگلیسی: Anton Usnik؛ زادهٔ ۱۷ سپتامبر ۱۹۷۳) بازیکن فوتبال بازنشسته اهل اسلوونی است. وی در سال ۲۰۲۰، پس از اینکه هدایت تیم ملی فوتبال ایران به دراگان اسکوچیچ سپرده شد، به عنوان یکی از اعضای کادر فنی  تیم ملی فوتبال ایران  معرفی شد و با برکناری  دراگان اسکوچیچ  در سپتامبر ۲۰۲۲ از مربیگری این تیم در فاصله ۷۴ روز مانده به  جام جهانی فوتبال ۲۰۲۲  عزل شد.
وی همچنین در تیم ملی فوتبال زیر ۲۱ سال اسلوونی بازی کرده‌است.